# Monroe (Connecticut)
Monroe – miasto w Stanach Zjednoczonych, w stanie Connecticut, w hrabstwie Fairfield.